# Prédicateur laïc

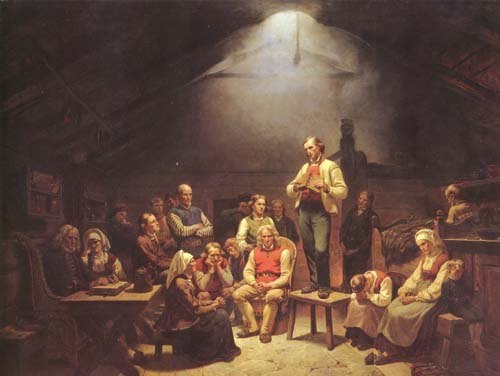
Prédicateur laïc prêchant dans une assemblée.

Dans les Églises protestantes, les cultes peuvent être assurés par des laïcs. Cela ne pose aucun problème théologique étant donné la croyance protestante au sacerdoce universel. Sur un plan pratique, il s'agit d'un ministère reconnu sous le nom de prédicateur laïc (sans doute parce que la partie la plus importante du culte est la prédication). Ces prédicateurs laïcs sont formés à l’étude de la Bible et à la théologie protestante, et ils interviennent sous la responsabilité des pasteurs et des conseils presbytéraux.

## Historique
Dans les Églises méthodistes, les pasteurs sont généralement chargés d'un grand territoire, exerçant, plus que dans les Églises protestantes « historiques » un ministère de type épiscopal. La charge habituelle de la prédication dans l'Église locale est alors celle des prédicateurs placés sous leur responsabilité.
Cette pratique d'avoir d'autres prédicateurs que les pasteurs s'est étendue à d'autres Églises.
En France, l'ancienne Église méthodiste s'est presque entièrement intégrée à l'Église réformée de France en 1938. Les prédicateurs laïcs sont aujourd'hui nombreux dans cette Église. Ils sont donc laics, bénévoles, n'ayant pas la lourde formation théologique (bac + 5) des pasteurs. Certains exercent ce ministère très occasionnellement, lorsqu'ils sont chargés par le conseil presbytéral de présider un culte. D'autres l'exercent beaucoup plus souvent, parfois même avec une délégation pastorale.
Les prédicateurs laïcs sont également très présents dans les Églises évangéliques. Souvent connus sous le nom d'anciens. Ils exercent aux côtés pasteurs dans les Églises baptistes ou les Églises pentecôtistes. Dans les assemblées de frères, les Églises sont souvent dirigées uniquement par des conseils d'anciens sans ministre du culte.

## Organisation
Cela se fait toujours sous le contrôle et la responsabilité du conseil ecclésiastique concerné. Personne ne peut décider de lui-même, ou en refusant toute formation, de prêcher ou de présider un sacrement. L'appel et la reconnaissance par l'Église (ou son Conseil) sont des éléments essentiels de tout ministère.

## Position catholique
L'Église catholique n'admet pas la prédication des laïcs, même si des expérimentations ont eu lieu dans la période ayant immédiatement suivi le concile Vatican II. Elle distingue nettement entre apostolat laïc, institut séculier et prédication depuis l'autel, de sorte que l'homélie est réservée aux seuls ministres du culte.